# Lac Siamozero
Le lac Siamozero (en russe : Сямозеро, en finnois : Säämäjärvi, en carélien : Seämärvi) est un lac d'eau douce de la république de Carélie, dans le nord-ouest de la Russie. 

## Description
Le lac a une superficie de 266 km2, un bassin versant de 1 550 km2, une profondeur moyenne de 6,7 mètres et une profondeur maximale de 24,5 mètres.
Les rivières Kivatsunjoki, Kuhajoki, Kuutamajoki, Pieni Suununjoki et Soudunjoki se jettent dans le lac Säämäjärvi. Il s'écoule par le Säpsäjoki jusqu'au lac Vahatjärvi. 
Le lac compte 80 îles avec une superficie totale de 4,28 kilomètres carrés. 
Les rives sont pour la plupart peu profondes, sablonneuses et rocheuses. Le fond est recouvert de boue, de sable, d'argile, de minerai de lac et de pierres.
Le Siamozero est utilisé pour la pêche, le transport et le flottage du bois.
Le lac appartient au bassin de la Chouïa, rivière qui alimente le lac Onega.